# Morane-Saulnier MS.325
Il Morane-Saulnier MS.325 fu un caccia monomotore ad ala bassa sviluppato dall'azienda aeronautica francese Morane-Saulnier nei primi anni trenta e rimasto allo stadio di prototipo.
Realizzato su una specifica emessa dal Service Technique de l'Aéronautique (STAé) per conto dell'Aéronautique Militaire, la componente aerea dell'Armée de terre (l'esercito francese), valutato assieme ad altri undici concorrenti venne giudicato non idoneo preferendogli il Dewoitine D.500, di conseguenza il suo sviluppo venne abbandonato.

## Storia del progetto
Nel 1930, quando oramai il legier Chasse "Jockey" detto anche Plan Caquot, programma per la realizzazione di un caccia leggero, venne giudicato un insuccesso, per ovviare alla necessità di sostituire il parco velivoli oramai inadeguato il Service technique de l'aéronautique (STAé) emise una specifica C1, relativa cioè ad un nuovo modello da caccia monoposto. I requisiti, già espressi nel 1928, erano relativi ad un velivolo dotato di ottima visibilità, cellula con coefficiente di robustezza pari a 16, velocità massima raggiungibile di almeno 327 km/h a 3 500 m ed un armamento comprendente due mitragliatrici Vickers calibro 7,7 mm costruite su licenza dalla Manufacture d'Armes de Châtellerault (MAC). Una modifica successiva, datata 26 gennaio 1931, specificava la necessità di utilizzare un motore aeronautico con una cilindrata tra i 26 ed i 30 L dotato di compressore meccanico portando la velocità massima a 350 km/h a 4 000 m.
Al concorso risposero le principali aziende aeronautiche nazionali che presentarono non meno di 10 progetti, concretizzatisi in 12 diversi prototipi, tutti disegnati attorno all'Hispano-Suiza 12Xbrs, un 12 cilindri a V da 26 L in grado di erogare una potenza pari a 650 hp (485 kW) alla quota di 4 500 m (14 765 ft), scelto per la sua dimostrata affidabilità e contenuta superficie frontale rispetto ai modelli allora disponibili.
La Morane-Saulnier presentò il suo MS.325, un modello dall'impostazione moderna, di costruzione interamente metallica, principalmente caratterizzato dalla velatura monoplana che, a differenza dei precedenti pari ruolo realizzati dall'azienda, abbandonava la configurazione a parasole per adottare un'ala posizionata bassa sulla fusoliera rinforzata posteriormente da due robuste aste di controvento.
Il prototipo, le cui parti vennero realizzate a Puteaux, venne assemblato presso il Centre d'Essais en Vol di Villacoublay e presentato alla commissione esaminatrice senza però trovare riscontro.

## Utilizzatori
Francia
- Aéronautique Militaire poi
- Armée de l'air

utilizzato solo per prove di valutazione.

### Periodici
- (EN) William Green, Facts by Request, in Flying Review International, Volume 24, no. 3, November 1968,  p. 71.